# سیارک ۴۳۵
سیارک ۴۳۵ (به انگلیسی: 435 Ella، نامگذاری:1898DS) چهارصد و سی و پنجمین سیارک کشف شده‌است که در ۱۱ سپتامبر ۱۸۹۸ و در هایدلبرگ کشف شد.
قدر مطلق سیارک برابر ۱۰٫۲۳ است.